# Bjelojevići (Stolac, BiH)
Bjelojevići su naseljeno mjesto u općini Stolac, Federacija BiH, BiH.
U Bjelojevićima se nalazi zaselak Boljuni.

## Povijest
Kroz povijest je zabilježeno nazivanje mjesta po mjestima iz kojih su ljudi izbjegli ili otišli živjeti. Postoji mogućnost da su stari Bjelojevići i Boljunci surađivali sa senjskim uskocima i da su senjski uskoci bili podrijetlom iz ovih krajeva. Stanovnici sela Bjelojevića vodili su svoju stoku na ispašu ljeti na planinu Morine, pa se tamo jedno mjesto zove Bjelojevići. Neki autori povezuju naziv sela Boljuni s nazivom mjesta Boljun u Istri kamo je išao put progonjenih stanovnika Humske zemlje.

## Stanovništvo

### 1991.
Nacionalni sastav stanovništva 1991. godine, bio je sljedeći::
ukupno: 325
- Hrvati - 263
- Muslimani - 39
- Srbi - 15
- Jugoslaveni - 8

### 2013.
Nacionalni sastav stanovništva 2013. godine, bio je sljedeći:
ukupno: 229
- Hrvati - 224
- Bošnjaci - 5

## Poznate osobe
- don Tihomir Šutalo, hrv. rimokatolički svećenik, provincijalom Hrvatske salezijanske provincije

## Znamenitosti

### Nekropola Boljuni
| Stećak |  | Stećak      |
| Stećak |  | Bunar Neveš |

U blizini Bjelojevića nalazi se jedna od najznačajnijih nekropola stećaka u Bosni i Hercegovni, ali i općenito. Zbog velikog broja i raznolikosti stećaka, njihovih ukrasa i simbola, ali i velikog broja natpisa (njih 19), nekropola u Boljunima je stavljena pod zaštitu kao spomenik kulture Bosne i Hercegovine 22. lipnja 1971. godine, a proglašena je nacionalnim spomenikom 2002. god. Uvrštena je na popis 30 UNESCO-ovih zaštićenih lokaliteta grobalja sa stećcima u Bosni i Hercegovini, Hrvatskoj, Crnoj Gori i Srbiji.

### Bunar Neveš
Stari bunar Neveš (lokalni naziv Grčki bunar) koji se nalazi pored nekropole stećaka. Okruglog je oblika, te promjera 12 m.

### Ostalo
U Boljunima su još neke zanimljive lokacije koje tek treba istražiti. U njih spadaju ilirske gomile, usamljene manje nekropole, srednjovjekovna crkva koja je nestala nakon dolaska Turaka. Brojne su legende vezane za ovaj kraj. Kroz generacije ovoga kraja prenosi se priča o ubojstvu „sinjskih“ (u stvari senjskih) uskoka od strane turske vojske. Grobovi ("Sinjsko groblje") oko nekropole mogli bi biti u svezi s jednim od brojnim upada uskoka na područja pod turskom okupacijom koji je završio porazno po ustanike. Usmena predaja starijih generacija kaže da su s područja Senja dolazili uskoci i napadali Turke, a da su mještani ovog kraja sami održavali bliske kontakte s uskocima. Postoji mogućnost da su uskoci podrijetlom bili iz ovih krajeva, jer su navodno dobro poznavali ovo podneblje i ljude u njemu. Don Stjepan Batinović u časopisu Dumo i njegov narod pisao je također da je ova lokacija i prije pedesetak godina smatrana mjestom pogibije uskoka. Upadi uskoka i njihovo djelovanje na ovom prostoru završili su s 1617. godinom.